# 영해초등학교 영해동부분교

영해초등학교 영해동부분교는 경상북도 영덕군 영해면 관대길 50에 있었던 분교이다.

## 학교 연혁
- 일자미상 영해동부국민학교 설립 인가
- 1949년 10월 1일 영해동부국민학교 개교
- 1996년 3월 1일 영해동부초등학교 개칭
- 1999년 3월 1일 영해초등학교 분교장 격하 편입
- 2009년 3월 1일 폐교 및 영해초등학교 통폐합